# Имперское министерство продовольствия и сельского хозяйства
Имперское министерство продовольствия и сельского хозяйства (нем. Reichsministerium für Ernährung und Landwirtschaft (RMEL)) — основное ведомство Германии в период Веймарской республики с 1919 по 1933 год и в эпоху правления национал-социалистов с 1933 по 1945 год. Министерство отвечало за вопросы сельскохозяйственной политики Германского рейха. Его возглавлял рейхсминистр, который, в свою очередь, подчинялся статс-секретарю. 1 января 1935 года министерство было объединено с прусским Министерством сельского хозяйства, земель и лесов («Прусское министерство сельского хозяйства»), основанным в 1879 году, и до 1938 года называлось «Имперское и Прусское министерство продовольствия и сельского хозяйства». После окончания правления национал-социалистов в 1945 году и периода оккупации в 1949 году в Федеративной Республике Германии было создано Федеральное министерство продовольствия и сельского хозяйства, которое являлось преемником Имперского министерства.

## История
В марте 1919 года из Имперского продовольственного ведомства было создано «Имперское министерство продовольствия». В сентябре 1919 года оно было объединено с Имперским министерством экономики и во время Капповского путча в марте 1920 года вновь образовано под названием «Имперское министерство продовольствия и сельского хозяйства». В том же году министерство заняло дворец принцев Александра и Георга на Вильгельмштрассе, 72, в Берлине. С 1924 года в этом здании временно хранились четыре крупноформатные картины Августа Вебера, которые с 1945 года считаются утерянными.
После прихода национал-социалистов к власти 30 января 1933 года министерство возглавил Альфред Гугенберг. После его вынужденной отставки в июне 1933 года его преемниками стали Курт Шмитт (Имперский министр экономики) и Рихард Дарре (Имперский министр продовольствия и сельского хозяйства). Последний 30 июня 1933 года взял на себя руководство Имперским министерством продовольствия и сельского хозяйства в качестве «Главы Имперского фермерского хозяйства», при этом под его контролем также находилось созданное для унификации сельского хозяйства Имперское продовольственное ведомство. Одновременно Дарре возглавил Управление аграрной политики (с 1936 года «Имперское управление аграрной политики»; с 1942 года «Имперское управление по делам сельского населения»), которое занималось руководством и надзором за Имперским продовольственным ведомством. Имперское министерство продовольствия и сельского хозяйства осуществляло государственный контроль за организацией Имперского продовольственного ведомства. Впоследствии отдельные функции министерства постепенно передавались другим нацистским учреждениям. Так, в 1934 году из Имперского министерства продовольствия и сельского хозяйства было выделено Имперское лесное управление под руководством Германа Геринга, которое стало высшим имперским органом по вопросам лесного и охотничьего хозяйства, деревообработке, охране природы и природных памятников. Имперское лесное управление 1 января 1935 года было объединено с прусским земельным лесным управлением. Заместителем Геринга и фактическим руководителем Имперского лесного управления стал Генеральный директор лесного хозяйства Вальтер фон Кёделль, а с 1937 года — Фридрих Альперс. Кроме того, в 1934 и 1935 годах сельскохозяйственные профессиональные и технические школы были переданы Имперскому министерству науки, воспитания и народного образования, а ветеринария — Имперскому министерству внутренних дел. 22 сентября 1938 года по указу Имперского министра были объединены все исследовательские институты в области рыболовства посредством создания Имперского института рыболовства.
Через министерство и контролируемое им Имперское продовольственное ведомство осуществлялось государственно-монополистическое регулирование производства сельскохозяйственных продуктов и первичной переработки сельскохозяйственного сырья. После введения продовольственных карточек в сентябре 1939 года министерство устанавливало нормы на пищевые продукты (эти нормы не касались узников концлагерей, иностранных рабочих и военнопленных).

## Вторжение в СССР
Нацистский режим считал дефицит продовольствия во время Первой мировой войны одной из главных причин «надлома духа» и воображаемого «удара ножом в спину» в 1918 году. 11 августа 1939 года Гитлер заявил верховному комиссару Лиги Наций Карлу Якобу Буркхардту: «Мне нужна Украина, чтобы никто не смог снова уморить нас голодом, как в прошлый раз». На основании этого указания в течение шести месяцев с конца 1940 по июнь 1941 года RMEL разработало концепцию, которая предусматривала изъятие существенного количества зерна на оккупированных территориях Советского Союза, что должно было обернуться потерями десятков миллионов жизней местного населения. Руководил проектом замминистра RMEL Герберт Бакке. Этот проект сделался государственной политикой и стал проводиться в жизнь.

## Руководители министерства
| Имя               | Вступление в должность | Конец срока     | Партия       | Кабинет                                  |
| ----------------- | ---------------------- | --------------- | ------------ | ---------------------------------------- |
| Роберт Шмидт      | 13 февраля 1919        | 26 марта 1920   | СДПГ         | Шейдеман, Бауэр                          |
| Андреас Гермес    | 27 марта 1920          | 10 марта 1922   | ПЦ           | Мюллер I, Ференбах, Вирт I, Вирт II      |
| Антон Фер         | 31 марта 1922          | 21 ноября 1922  | БКС          | Вирт II                                  |
| Карл Мюллер       | 22 ноября 1922         | 25 ноября 1922  | ПЦ           | Куно                                     |
| Ганс Лютер        | 1 декабря 1922         | 4 октября 1923  | Беспартийный | Куно, Штреземан I                        |
| Герхард фон Каниц | 6 октября 1923         | 5 декабря 1925  | Беспартийный | Штреземан II, Маркс I, Маркс II, Лютер I |
| Генрих Хаслинде   | 20 января 1926         | 17 декабря 1926 | ПЦ           | Лютер II, Маркс III                      |
| Мартин Шиле       | 28 января 1927         | 12 июня 1928    | НННП         | Маркс IV                                 |
| Герман Дитрих     | 28 июня 1928           | 27 марта 1930   | НДП          | Мюллер II                                |
| Мартин Шиле       | 30 марта 1930          | 30 мая 1932     | НННП/ХНКФ    | Брюнинг I, Брюнинг II                    |
| Магнус фон Браун  | 1 июня 1932            | 28 января 1933  | НННП         | Папен, Шлейхер                           |
| Альфред Гугенберг | 30 января 1933         | 26 июня 1933    | НННП         | Гитлер                                   |
| Рихард Дарре      | 30 июня 1933           | 23 мая 1942     | НСДАП        | Гитлер                                   |
| Герберт Бакке     | 23 мая 1942            | 23 мая 1945     | НСДАП        | Гитлер, Геббельс, Шверин фон Крозиг      |

## Статс-секретари
| Имя                 | Назначен | Конец срока | Политическая партия |
| ------------------- | -------- | ----------- | ------------------- |
| Людвиг Хубер        | 1920     | 1922        | Беспартийный        |
| Карл Хайнрици       | 1922     | 1923        | Беспартийный        |
| Фред Хагедорн       | 1923     | 1926        | Беспартийный        |
| Эрих Гофман         | 1926     | 1929        | Беспартийный        |
| Герман Хойкамп      | 1929     | 1932        | Беспартийный        |
| Фриц Муссель        | 1932     | 1933        | Беспартийный        |
| Ганс Иоахим фон Рор | 1933     | 1933        | НННП                |
| Герберт Бакке       | 1933     | 1944        | НСДАП               |
| Вернер Вилликенс    | 1934     | 1945        | НСДАП               |
| Ханс-Йоахим Рике    | 1944     | 1945        | НСДАП               |